# Уголовное судопроизводство в США
Уголовное судопроизводство в США — установленная Конституцией США, а также федеральными законами США, законами штатов и прецедентными судебными решениями процедура возбуждения, расследования, рассмотрения и разрешения уголовных дел.

## Стадии уголовного судопроизводства
В США Стадии уголовного судопроизводства — это взаимосвязанные, но относительно самостоятельные части уголовного процесса, отделённые друг от друга итоговым процессуальным решением и характеризующиеся задачами, органами и лицами, участвующими в производстве по делу, порядком процессуальной деятельности и характером правоотношений.
Уголовное судопроизводство США включает в себя следующие стадии.

### Арест
Арест (arrest) — то есть задержание подозреваемого полицией (которое включает в себя обязательное информирование задержанного о его правах), а также временное лишение свободы подозреваемого до предъявления официального обвинения. Задержав подозреваемого или обвиняемого, полицейский обязан, согласно решению Верховного Суда США от 1966 года (Миранда против Аризоны), проинформировать задержанного об его основных правах. Во многих юрисдикциях произносят следующие слова (в других юрисдикциях похожие): “You have the right to remain silent. Anything you say can and will be used against you in a court of law. You have the right to have an attorney present during questioning. If you cannot afford an attorney, one will be appointed for you. Do you understand these rights?” («Вы имеете право хранить молчание. Всё, что вы скажете, может быть использовано и будет использовано против вас во время судебного процесса. Вы имеете право быть со своим адвокатом во время допроса. Если вы не можете нанять адвоката, для вас будет назначен государственный адвокат. Понимаете ли вы свои права?»)

### Предъявление обвинения
На стадии предъявления обвинения (arraignment) подозреваемый, в присутствии судьи, уведомляется о предъявляемых ему обвинениях. На этой стадии подозреваемому — теперь уже обвиняемому — даётся возможность признать себя виновным или, напротив, не признать (to enter a plea). Если обвиняемый признаёт свою вину, то судья может сразу же, то есть минуя судебный процесс, назначить меру наказания. Если же обвиняемый не признаёт свою вину, судья обязан назначить дату начала судебного процесса или дату заседания большого жюри присяжных, которое решает: есть ли основания для судебного процесса. Заседания большого жюри присяжных проводятся только в случае, когда предполагается, что подозреваемый совершил тяжкое преступление (felony). После назначения даты судебного процесса или заседания большого жюри, судья может, по своему усмотрению, или освободить обвиняемого под залог (bail), или отпустить домой, взяв обещание явиться в суд в определённый день (to release on own recognizance). В редких случаях, когда речь идёт об особо опасном преступлении, судья может оставить обвиняемого под арестом (to remand).

### Заседание Большого жюри
Заседание большого жюри присяжных (indictment) — это стадия судопроизводства, во время которой Большое жюри (grand jury), состоящее из 23 присяжных, решает, достаточны ли основания для проведения судебного процесса против обвиняемого. Обычно, в конце заседания жюри, обвиняемый оповещается о решении присяжных и назначается дата начала судебного разбирательства.

### Судебный процесс
Судебный процесс (trial) включает в себя выступления представителей защиты (defence) и обвинения (prosecution) перед судом и по желанию обвиняемого перед присяжными (petit jury), прямые и перекрёстные допросы свидетелей, выступления, инструкции и реплики судьи, прения присяжных (которые иногда затягиваются на много дней) и прочие элементы процесса. Бремя доказательства вины обвиняемого лежит на обвиняющей стороне, согласно принципу презумпции невиновности, формулируемым в США фразой: «innocent until proven guilty» («невиновен, пока не доказано обратное»).

### Приговор
Вердикт (verdict) выносят присяжные или судья (если процесс происходит без них). Обычно, присяжные заседатели выбирают из своей среды главного (head juror или foreperson), на долю которого выпадает обязанность отвечать на вопросы судьи по каждому пункту предъявленного обвинения. Присяжные не выбирают меру наказания (не выносят приговор), а лишь определяют виновность обвиняемого. Решение присяжных обязательно для судьи, который и выносит приговор. Судья не может наказать обвиняемого по пункту обвинения, если присяжные не вынесли по нему вердикт о виновности.

### Определение меры наказания
Определение меры наказания (sentencing) происходит после вынесения вердикта, в случае, если тот обвинительный. Только судья может определить меру наказания и дополнительные условия, такие как, обязательное прохождение лечения от алкоголизма или лишение его родительских прав.
На любой стадии судопроизводства, вплоть до вынесения приговора, обвиняемый, совместно со своим адвокатом, может согласиться с принятием вины (англ. plea bargain). Соглашение о признании вины — это письменная сделка обвиняемого и защитника с обвинителем, в которой зачастую в обмен на признание обвиняемым своей вины в менее тяжком преступлении обвинитель отказывается от всестороннего исследования обстоятельств дела, которое прояснило бы истину, а также от поддержания обвинения в более тяжком преступлении. В этом случае судопроизводство заканчивается и судья сразу же определяет меру наказания (обычно менее жёсткую, чем обвиняемый мог бы получить в случае полного проигрыша дела).
Во время отбывания наказания приговорённый имеет право на апелляцию в суде высшей инстанции. В США существуют две независимые друг от друга судебные системы: федеральная и судебная система каждого штата. Они существуют параллельно, но выполняют разные функции, связанные со спецификой их работы. В федеральных судах обычно разбираются дела, касающиеся всего государства или отношений между штатами (например, дела о терроризме, похищениях людей, незаконном импорте наркотиков, подделке казначейских билетов, а также споры в Верховном суде о нарушениях Конституции). В судах штатов разбираются дела, находящиеся в ведении штатов (например, квартирные кражи, преступления против личности). Апелляции подаются в вышестоящий суд только внутри одной из этих двух судебных систем. В случае неудач всех апелляций (разбирательства которых нередко занимают много лет), самой последней инстанцией является Верховный Суд США. Если и Верховный Суд оставляет в силе решения нижестоящих судов, то отбывающий наказание может, при определённых обстоятельствах, начать процедуру хабеас корпус (habeas corpus), то есть подвергнуть сомнению правильность или законность самого процесса судопроизводства. Habeas corpus обычно инициируется в тех случаях, когда выясняется, что во время судебного процесса или апелляций были допущены грубые ошибки или нарушения процессуального характера, ставящие под сомнение правосудность приговора.